# Dilshod Rahmatullaev
Dilshod Rahmatullaev (Tashkent, 17 febbraio 1989) è un calciatore uzbeko, centrocampista del Mash'al.

## Carriera

### Club
Ha quasi sempre giocato nella massima serie uzbeka con vari club, ad eccezione di una breve parentesi nella seconda serie turca con il Şanlıurfaspor.

### Nazionale
Nel 2012 ha giocato cinque partite con la nazionale uzbeka.

## Palmarès

### Club

#### Competizioni nazionali
- Coppa dell'Uzbekistan: 1

Lokomotiv Tashkent: 2014
- Supercoppa dell'Uzbekistan: 2

Lokomotiv Tashkent: 2015
Nasaf Qarshi: 2016